# Chianshania
Chianshania es un género extinto de mamífero del orden extinto Anagaloidea y de la familia extinta Anagalidae que habitó en China del Paleoceno inferior, hace aproximadamente 66,043 a 61,7 millones de años.
El holotipo IVPP V4272, es sólo un conjunto de dientes descubierto en Wangdawu, en un horizonte en la Formación Wanghudun del Paleoceno de China. La especie tipo es: Chianshania gianghuaiensis que fue nombrada por Xu en 1976. Fue asignado a la familia Anagalidae por Xu en 1976.